# Vandiemenella
Vandiemenella är ett släkte av insekter. Vandiemenella ingår i familjen Morabidae.
Kladogram enligt Catalogue of Life:
| Vandiemenella | \| \| Vandiemenella pichirichi \| \| \| \| \| \| Vandiemenella viatica \| \| \| \| |
|               | \| \| Vandiemenella pichirichi \| \| \| \| \| \| Vandiemenella viatica \| \| \| \| |
|               | Vandiemenella pichirichi                                                           |
|               |                                                                                    |
|               | Vandiemenella viatica                                                              |
|               |                                                                                    |